# Hillingdon (metropolitana di Londra)
Hillingdon è una stazione della metropolitana di Londra, collocata sulla diramazione di Uxbridge delle linee Metropolitan e Piccadilly.
Fino al 1933 era servita dalla linea District, rimpiazzata in quell'anno dalla Piccadilly; essendo stata ricostruita nel 1992, è la stazione più recente aperta sulla linea Metropolitan.

## Storia
La Harrow and Uxbridge Railway (in seguito fusa con la Metropolitan Railway, MR, oggi la linea Metropolitan) aprì il 4 luglio 1904 una linea tra Harrow-on-the-Hill e Uxbridge, con una stazione intermedia a Ruislip. Il servizio originariamente era svolto da treni a vapore, ma la linea fu elettrificata il 1º gennaio 1905.
Lo sviluppo urbano in questa zona del Middlesex settentrionale nei due decenni successivi portò all'apertura di nuove stazioni per incoraggiare la crescita delle aree residenziali. Hillingdon fu l'ultima di queste stazioni, aperta il 10 dicembre 1923 e servita dalla Metropolitan e dalla District line (che si era aggiunta alla Metropolitan su questo tratto di linea dal 1º marzo 1910.)
Il 22 ottobre 1933 i servizi della linea District cessarono e il giorno successivo la linea fu presa in carico dalla Piccadilly line. Tra la metà degli anni trenta e la metà degli anni cinquanta la stazione fu chiamata Hillingdon (Swakeleys), un nome che figura tuttora sui roundels.
La stazione originale fu demolita negli anni novanta per consentire lo spostamento del tracciato dell'autostrada A40. Una nuova stazione aprì il 6 dicembre 1992 in una posizione leggermente più a sud. Nel 1994 il nuovo edificio ha ricevuto il premio Underground Station of the Year award ed è stato incluso nel 2011 dal consiglio del borgo di Hillingdon in un elenco di siti di locale interesse architettonico e storico.
La stazione è rimasta chiusa dal 18 luglio all'11 agosto 2014 per la sostituzione dei binari fra Uxbridge e Ruislip.

## Strutture e impianti
Hillingdon dispone di un parcheggio ed è accessibile ai passeggeri disabili. Nel 2006 sono stati installati nuovi tabelloni elettronici nell'atrio e sulle piattaforme e sono stati svolti lavori di sistemazione e pulizia del tetto in vetro della stazione.
Hillingdon è situata nella Travelcard Zone 6.

## Interscambi
Nelle vicinanze della stazione effettuano fermata alcune linee urbane automobilistiche, gestite da London Buses, nonché la linea X90 della Oxford Tube tra Londra e Oxford.
- Fermata autobus

## Galleria d'immagini

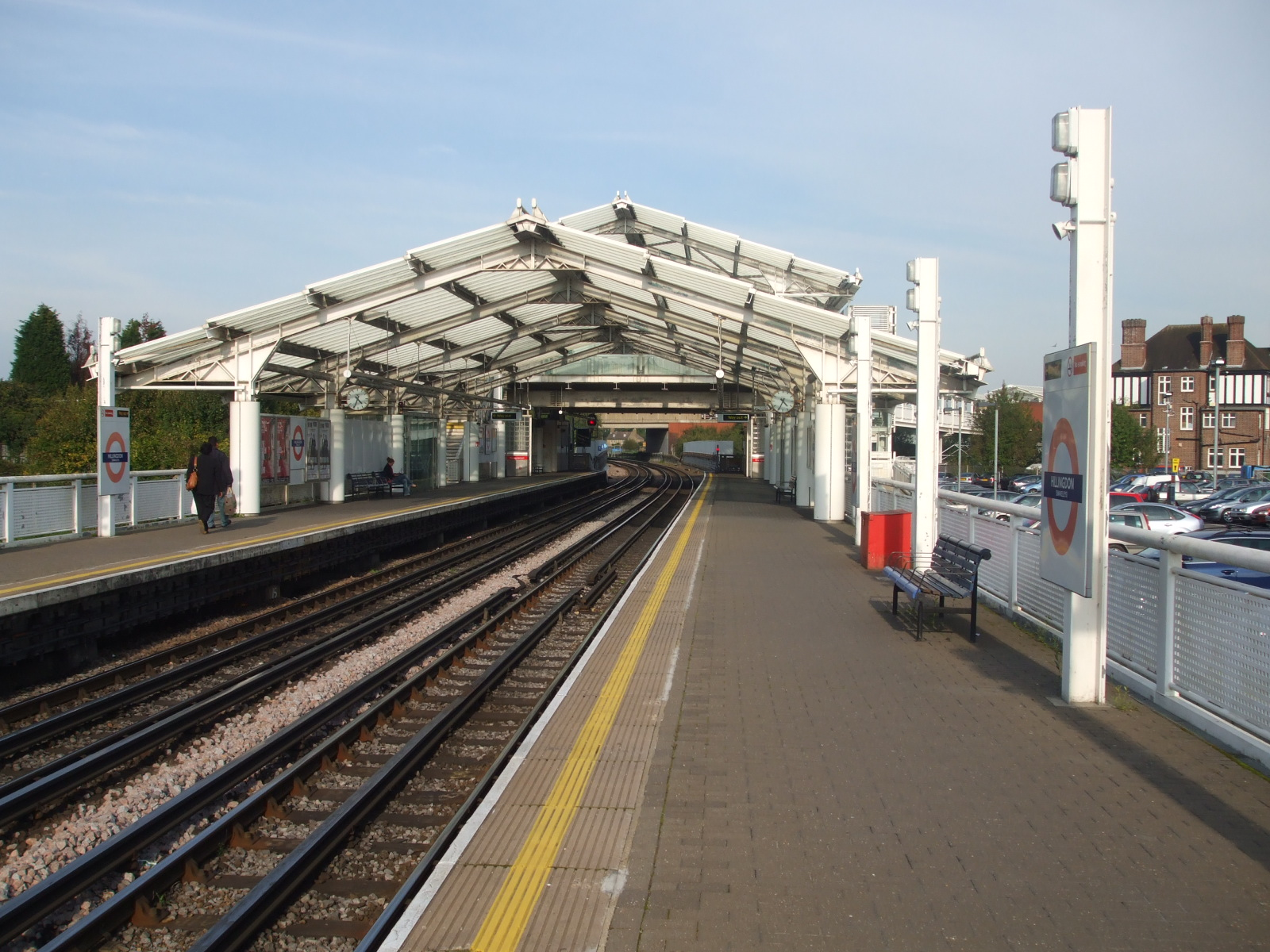
Piattaforma in direzione est
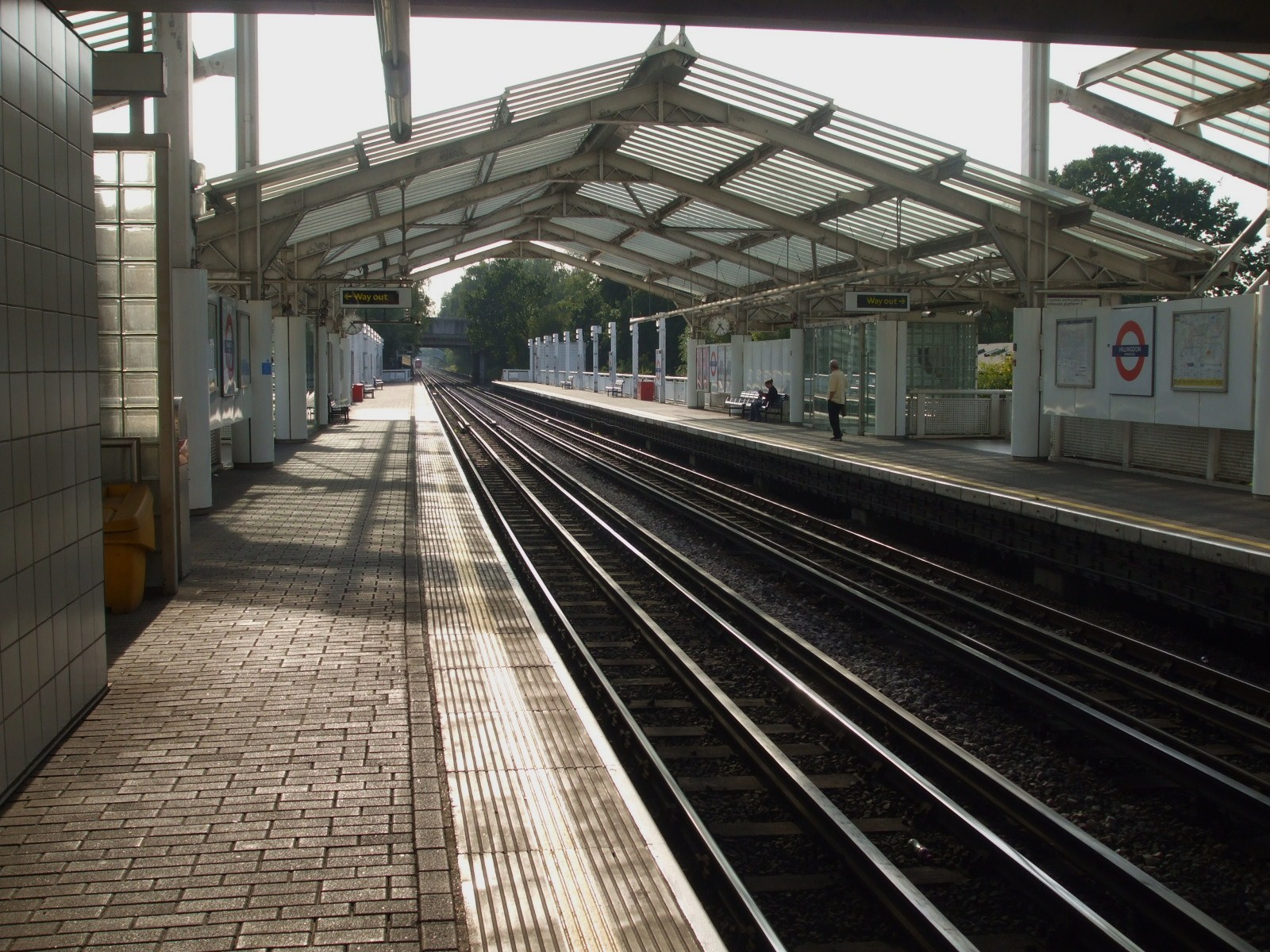
Piattaforma in direzione ovest
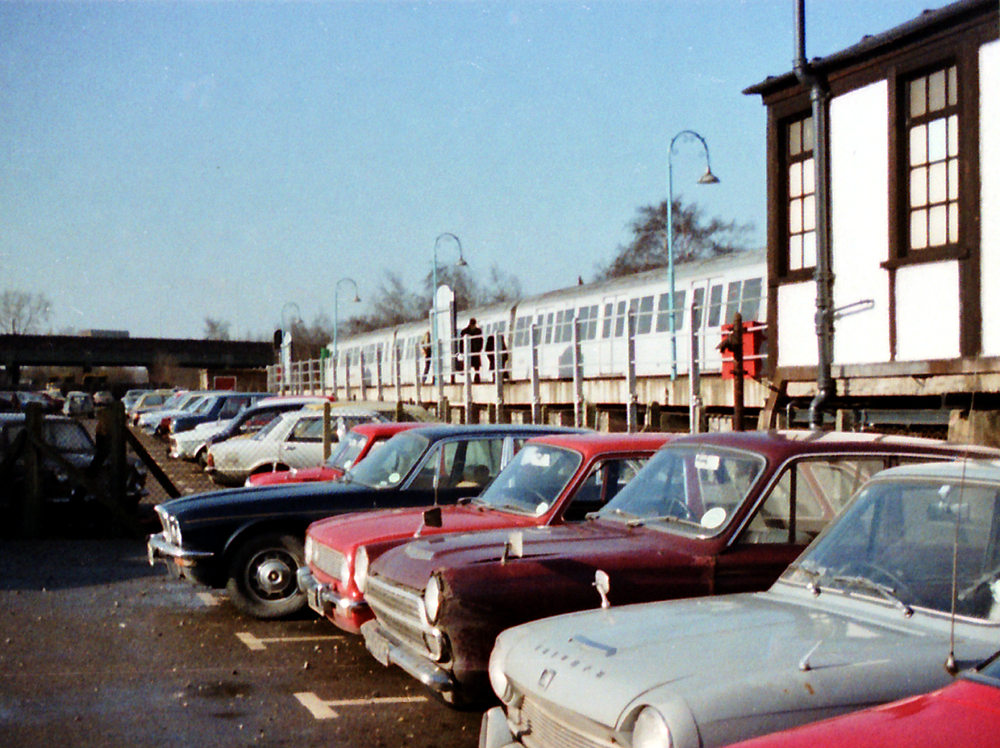
Vecchio edificio della stazione visto dal parcheggio, anni '70
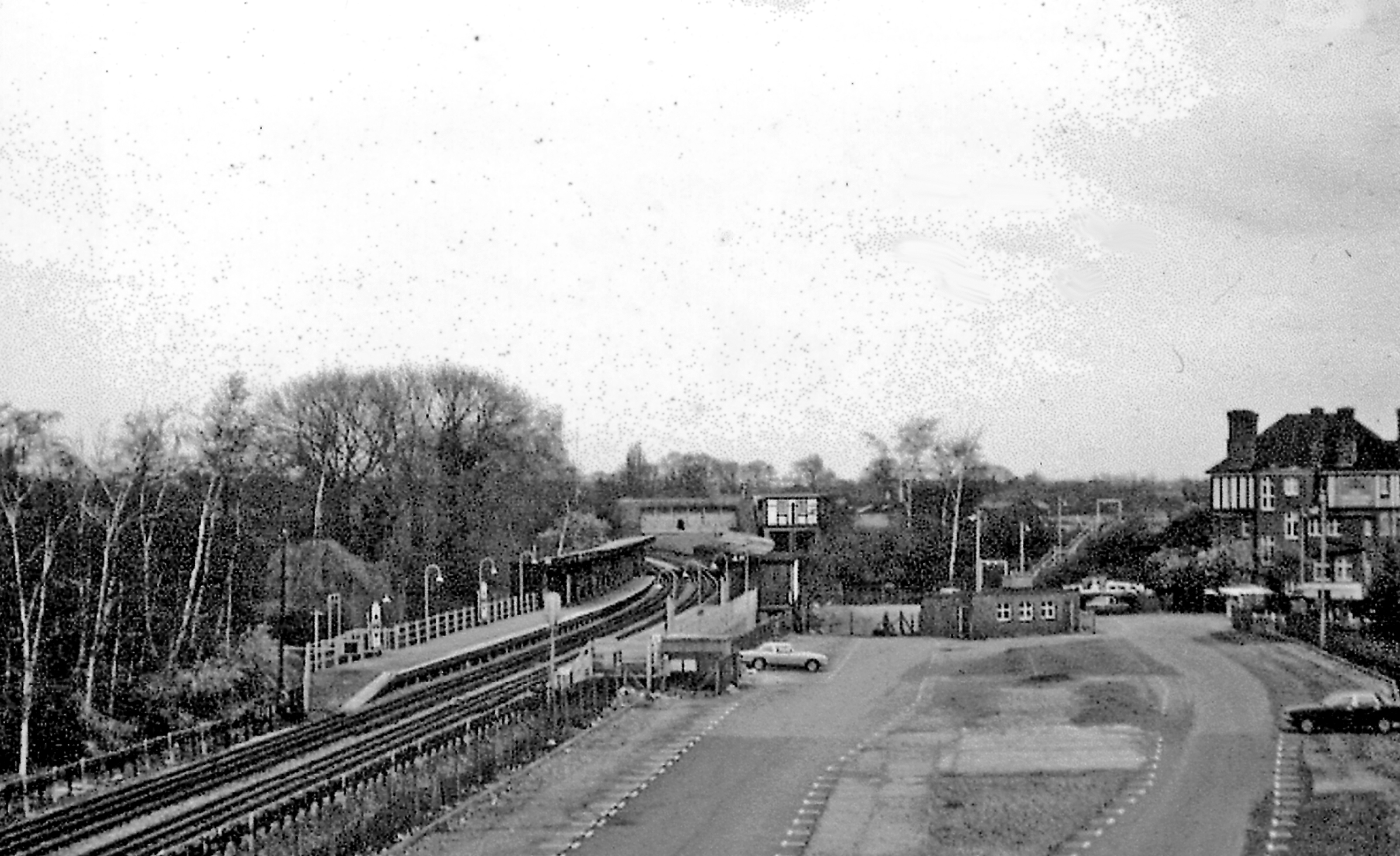
Vista panoramica della vecchia stazione, 1978
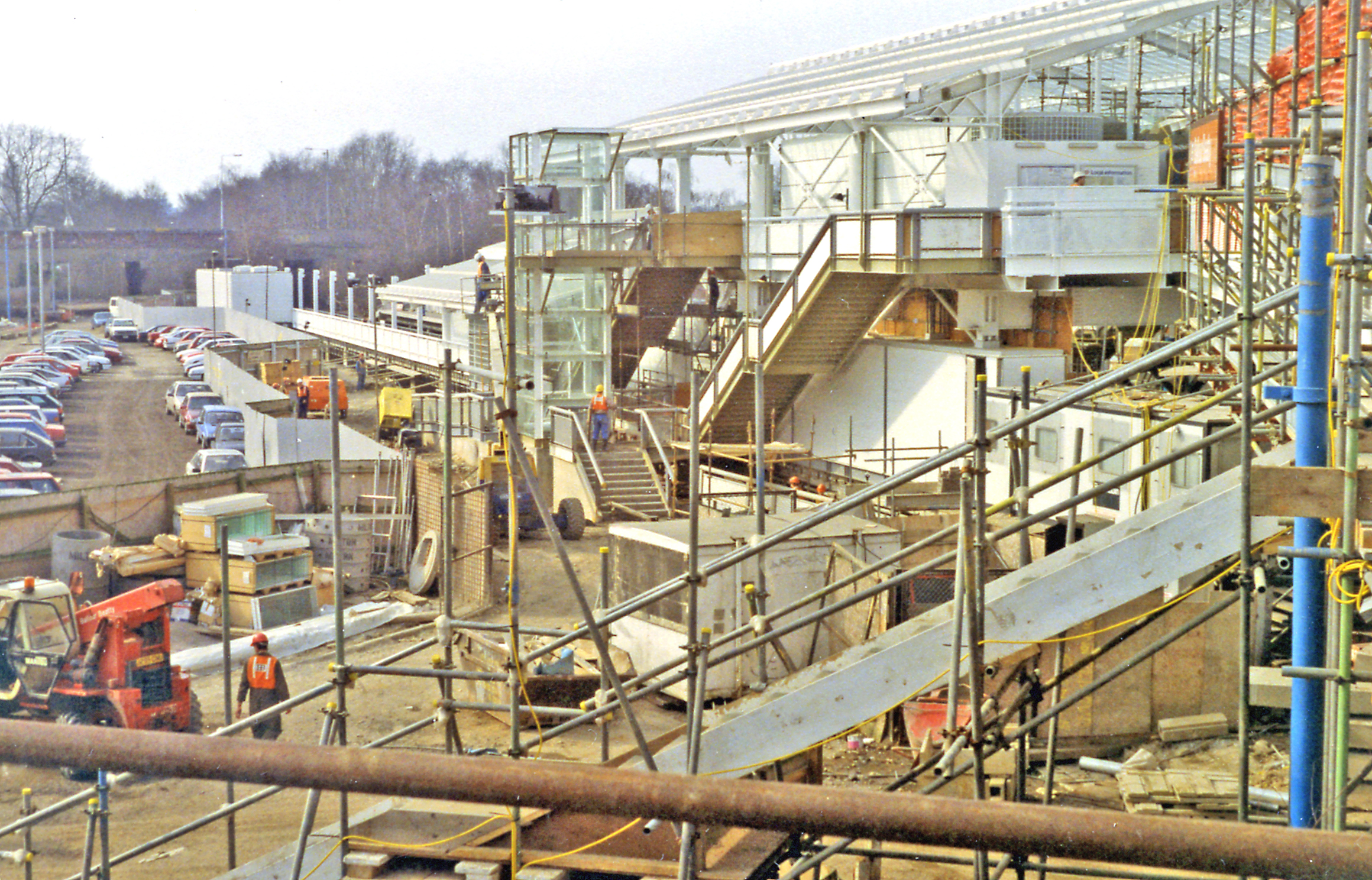
La nuova stazione in costruzione, 1993
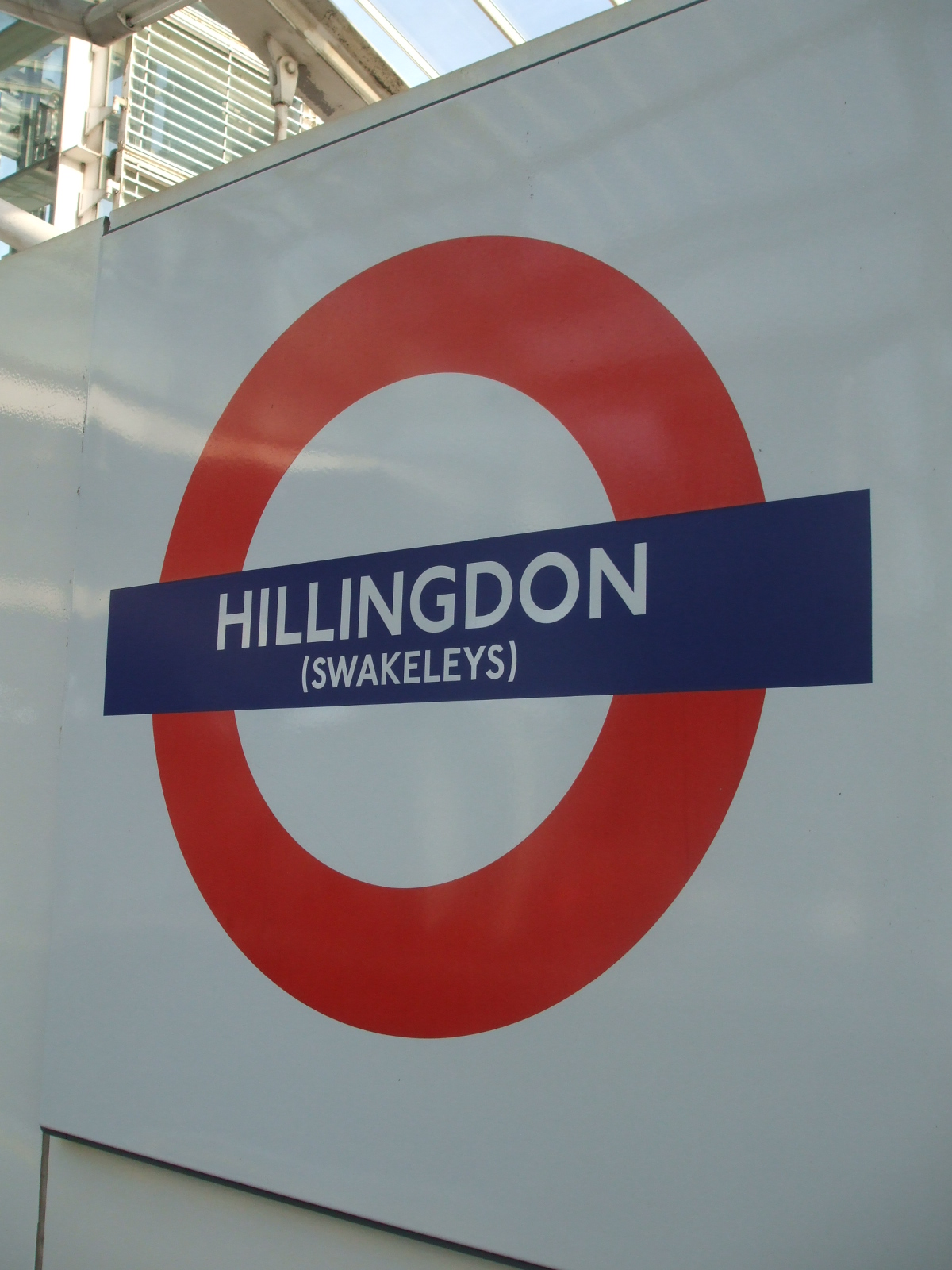
Roundel sulla piattaforma della stazione che riporta ancora il suffisso "Swakeleys"